# Dzatö
Dzatö Dzong, Chinees: Zadoi Xian is een arrondissement in de Tibetaanse autonome prefectuur Yushu in de provincie Qinghai in China. De hoofdplaats is de grote gemeente Chaphug Thang.
In 1999 telde het 34.898 inwoners. De gemiddelde jaarlijkse temperatuur is 0,2 °C en jaarlijks valt er gemiddeld 523,3 mm neerslag. 98% van de bevolking is van Tibetaanse afkomst.